# Egunkaria

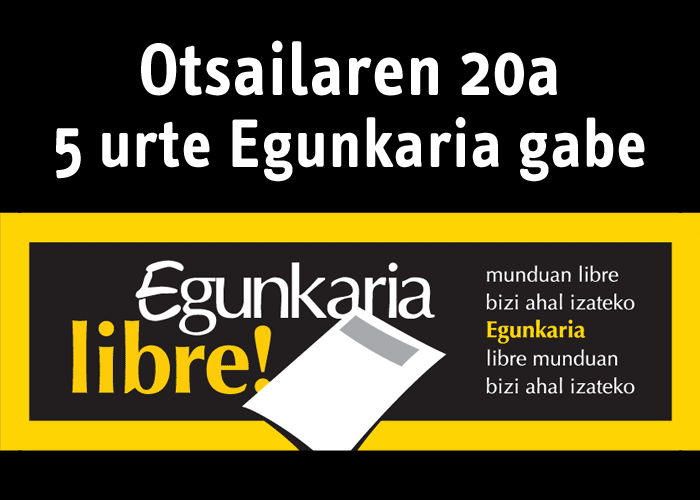
% année sans Egunkaria

Euskaldunon Egunkaria qui signifie « Le journal des bascophones » en basque, était pendant treize années, le seul journal entièrement de langue basque jusqu'à ce qu'il ait été fermé le 20 février 2003 par les autorités espagnoles, due aux allégations d'une supposée association illégale avec l'ETA, groupe séparatiste basque armé. 

## Histoire
Egunkaria a été fondé en 1990 en tant que premier et seul journal quotidien de langue basque dans le Pays basque (il y avait déjà eu des journaux bilingues et hebdomadaires unilingues). Il avait un lectorat de 15 000 personnes environ et avait un éditorial largement respecté. Le journal était également connu pour ses positions nationalistes. Il fut vendu aussi bien dans le pays basque français que le pays basque espagnol. Le revenu des ventes et de la publicité ont été soutenues par des subventions du gouvernement basque. 
Le 20 février 2003, la garde civile espagnole, sur des ordres de l'Audiencia Nacional, a pillé les bureaux, saisi les documents et les ordinateurs, et a gelé les capitaux du journal. En outre, dix individus qui étaient ou avaient été membres du personnel ont été arrêtés et détenus.
Se fondant sur des documents saisis par la police au début des années 1990, le juge Juan del Olmo Gálvez justifie la fermeture du journal par le fait qu'il "a été créé, financé et dirigé par l'ETA" et qu'il "diffuse dans ses pages l'idéologie terroriste". Le ministre de la justice de l'époque, José María Michavila, du Parti populaire (PP, droite), confirme que « c'est un instrument de l'action terroriste ». On peut également citer les deux plaignants, l'Association des victimes du terrorisme (AVT) et Dignité et justice.
En décembre 2004, Iñaki Uria, Joan Mari Torrealdai, Txema Auzmendi, Xabier Alegria, Pello Zubira, Xabier Oleaga, et Martxelo Otamendi ont été arrêtés pour avoir formé "une association illégale" à l'heure de l'établissement d'Egunkaria, et pour l'"adhésion, ou la collaboration avec ETA". Tous ont été plus tard libérés de toutes les accusations, et ont été remis en liberté. Le journal a été également et efficacement forcé de liquider ses biens pendant que ses capitaux étaient liquidés par des administrateurs de Court, en affirmant qu'indépendamment des résultats du cas, Egunkaria avait cessé d'exister.
La critique largement répandue de la fermeture d'Egunkaria a eu comme conséquence d'être orienté vers les autorités espagnoles. L'auteur Salman Rushdie a dénoncé la fermeture comme "effroyable", et le journal anglais The Independent a fait une petite mais symbolique donation financière pour l'ouverture de la nouvelle publication en langue basque, Berria.
Une accusation semblable avait fermé le journal bilingue (espagnol-basque) de gauche et nationaliste Egin, dont la place est aujourd'hui occupée par le journal Gara.

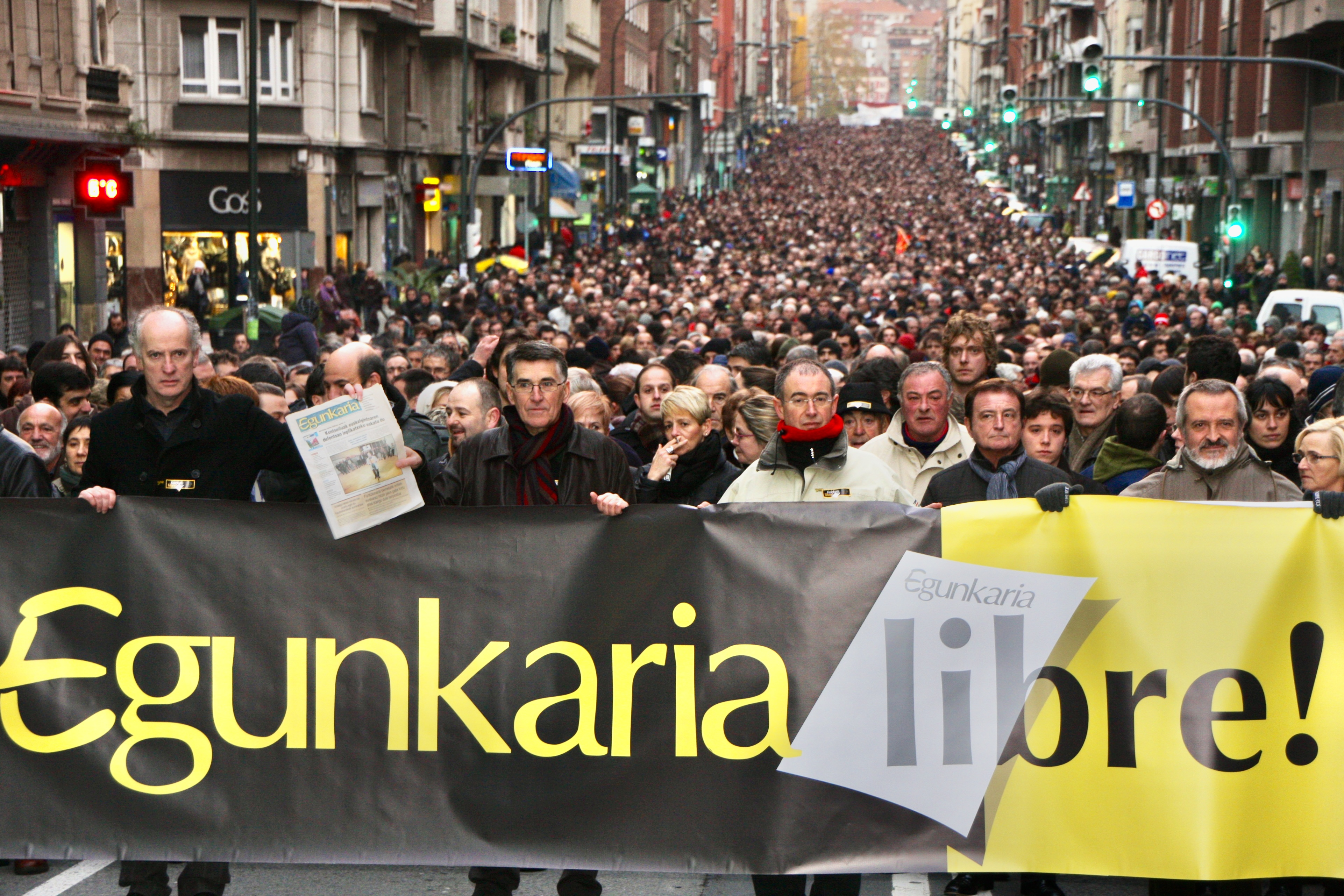
Une manifestation de masse à Bilbao, le 19 décembre 2009, pour dénoncer les agissement de Audience nationale.

Accusés en 2003 d'appartenir à l'ETA, les cinq responsables du quotidien Egunkaria ont été acquittés le 13 avril 2010 par l'Audience Nationale à Madrid. Dans un verdict de 33 pages, cette instance précise que "rien n'indique qu'il [le journal] ait défendu les idées du groupe terroriste, qu'il ait publié le moindre article favorable au terrorisme ou aux terroristes, ni même que sa ligne éditoriale eût une quelconque orientation politique". L'Audience nationale va plus loin en estimant que la décision de fermeture "n'était pas directement autorisée par la constitution" et "manquait d'une base légale spécifique explicite". Le préjudice est d'autant plus grand pour "le pluralisme, la valeur la plus importante de notre système après la liberté" que "les lecteurs en euskara [langue basque] ne pouvaient compter que sur cette publication quotidienne".